# Обреновац (община)
Обреновац (на сръбски: Градска општина Обреновац) е градска община в окръг Град Белград, Централна Сърбия.
Заема площ от 411 km2. Административен център е град Обреновац.

## Население
Населението на общината възлиза на 72 524 жители при преброяването през 2011 г. срещу 70 975 души (2002).

## Селища
- град Обреновац
- Балевац
- Барич
- Бело поле
- Бъргулице
- Брович
- Големо поле
- Вукичевица
- Грабовац
- Дражевац
- Дрен
- Забреже
- Звечка
- Ясенак
- Конатице
- Къртинска
- Любинич
- Мала Мощаница
- Мислоджин
- Орашац
- Пироман
- Поляне
- Ратари
- Рвати
- Скела
- Стублине
- Тръстеница
- Уровци
- Ушче